# Jamie Oliver
James Trevor Oliver, ou simplesmente Jamie Oliver (Clavering, Essex, 27 de maio de 1975), é um chef de cozinha e personalidade televisiva do Reino Unido. É conhecido pelo uso de alimentos naturais e orgânicos e por seu trabalho recente em mudar hábitos alimentares nas escolas britânicas.

## Biografia
Jamie cresceu na pequena vila de Clavering, Essex. Seus pais tinham um pub, típico bar inglês, chamado The Cricketers. Ele teve dificuldades na escola, devido à dislexia, e não se formou em nenhum curso regular, embora tenha aproveitado para formar sua banda de música, Scarlet Division. Com 16 anos entrou na escola de culinária de Westminster e começou a trabalhar no restaurante de Antonio Carluccio com o chefe londrino Gennaro Contaldo, que considera seu mentor na culinária.
Sua primeira aparição na televisão foi em 1996, quando foi descoberto por uma produtora enquanto trabalhava em um restaurante. Ela o viu num documentário e imediatamente reconheceu seu potencial. Duas das temporadas de The Naked Chef foram feitas em 1998 e 1999.
Em 24 de junho de 2000, Jamie casou com Juliette Norton, mais conhecida como Jools. O casal conheceu-se em 1993 e teve três filhas e um filho: Poppy Honey (nascida em 18 de março de 2002), Daisy Boo (nascida em 11 de abril de 2003), Petal Blossom Rainbow Unicorn Oliver (nascida em 3 de abril de 2009) e Buddy Bear Maurice Oliver (nascido em 15 de setembro de 2010). Eles moram em Hampstead, Londres.
Após uma breve apresentação no programa de televisão, a sua banda foi contratada pela gravadora Sony, tendo um CD com algum sucesso. Mas por falta de tempo, Jamie saiu da banda e o contrato foi rompido. A música tem dois programas, Just Start ficou muito popular em vários países.
Seu programa de maior sucesso em todo mundo foi Oliver’s Twist, seguido de séries especiais, como os programas sobre sua viagem à Itália, e sua cruzadas pela boa alimentação. Antigamente produzidos pela BBC, atualmente o são pelo Channel 4.
Um dos projetos de maior repercussão foi o restaurante Fifteen, destinado a dar oportunidade de treinamento e carreira na gastronomia a jovens com desvantagens sociais, que foi acompanhado por um documentário na televisão. Também sua cruzada por alimentos orgânicos e naturais e por uma reforma no sistema da merenda escolar nas escolas britânicas, baseados até então em alimentos industrializados e fast-food, que ele propôs trocar por refeições balanceadas, naturais e ricas em verduras e fibras, foi polêmica e trouxe notoriedade e respeito por sua figura. 
Por seus esforços em prol da sociedade, foi indicado em 2003, como Membro do Império Britânico pela rainha Elizabeth II.